# Extravilán

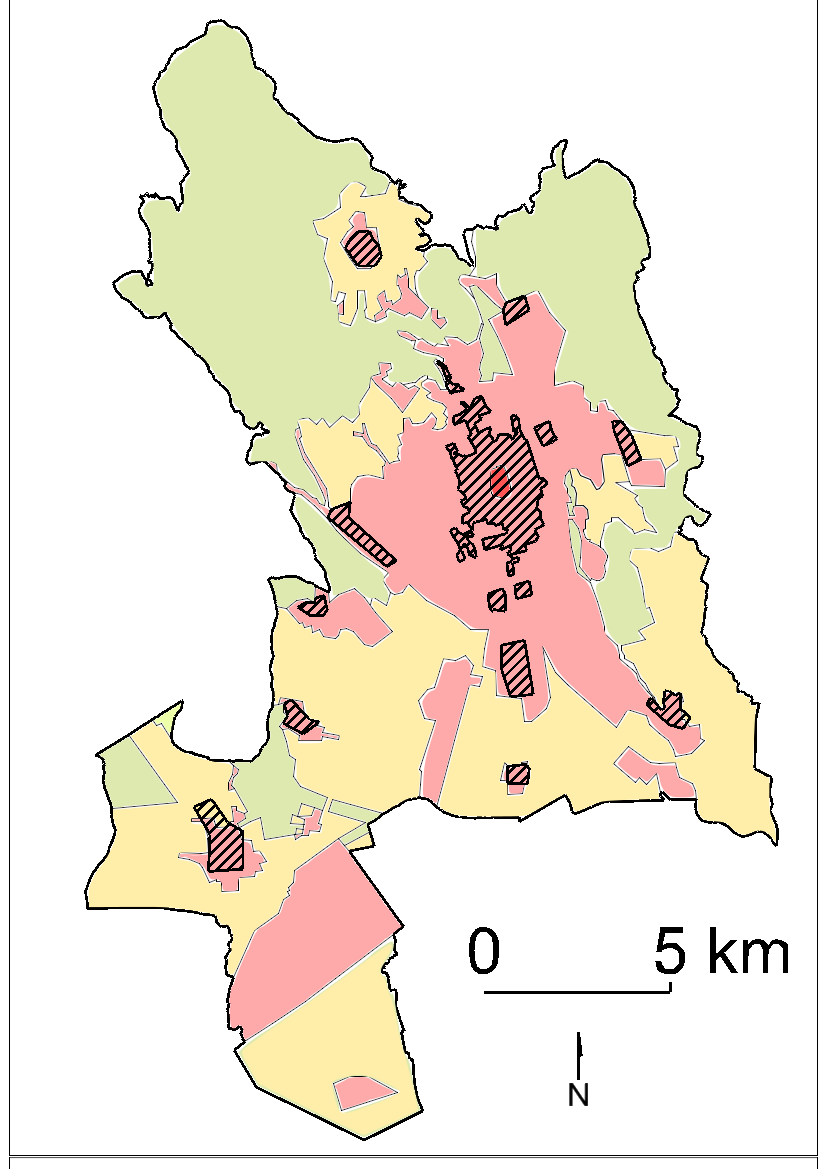
Využití pozemků v katastru Košic (červeně zastavěné plochy, žlutě zemědělská půda, zeleně lesy)

Extravilán je souhrnné označení pro nezastavěnou část obce, resp. nezastavěnou část jejího katastrálního území. Termín se používá zejména v architektuře, geodézii a územním plánování. 
Do extravilánu se většinou počítají i osamělé budovy mimo intravilán (tj. zastavěnou část). Extravilán obvykle vytváří souvislý pás kolem intravilánu a bývá také plošně větší. Vnější hranicí extravilánu bývá katastrální hranice dané obce. Do extravilánu zpravidla patří lesy, pole, louky, pastviny atd.